# Powiat Grieskirchen
Powiat Grieskirchen (niem. Bezirk Grieskirchen) – powiat w Austrii, w kraju związkowym Górna Austria. Siedziba znajduje się w mieście Grieskirchen.
W latach 1938–1948 w skład powiatu wchodził teren obecnego powiatu Eferding.

## Geografia
Powiat Grieskirchen graniczy z następującymi powiatami: na północnym wschodzie Eferding, na południowym wschodzie Wels-Land, na południu Vöcklabruck, na południowym zachodzie Ried im Innkreis, na północnym zachodzie i północy Schärding.

## Podział administracyjny
Powiat podzielony jest na 33 gminy, w tym dwie gminy miejskie (Stadt), 14 gmin targowych (Marktgemeinde) oraz 17 gmin wiejskich (Gemeinde).
| Miasta 1. Grieskirchen (5104) 2. Peuerbach (4697) Gminy targowe 1. Bad Schallerbach (4461) 2. Gallspach (2839) 3. Gaspoltshofen (3598) 4. Haag am Hausruck (2266) 5. Hofkirchen an der Trattnach (1728) 6. Kematen am Innbach (1428) 7. Natternbach (22810 ) 8. Neukirchen am Walde (1647) 9. Neumarkt im Hausruckkreis (1534) 10. Pram (1775) 11. Schlüßlberg (3081) 12. Taufkirchen an der Trattnach (1958) 13. Waizenkirchen (3803) 14. Wallern an der Trattnach (3144) | Gminy 1. Aistersheim (977) 2. Eschenau im Hausruckkreis (1060) 3. Geboltskirchen (1468) 4. Heiligenberg (717) 5. Kallham (2483) 6. Meggenhofen (1566) 7. Michaelnbach (1301) 8. Pollham (1004) 9. Pötting (566) 10. Rottenbach (1132) 11. St. Agatha (2153) 12. St. Georgen bei Grieskirchen (1340) 13. St. Thomas (571) 14. Steegen (1102) 15. Tollet (936) 16. Weibern (1694) 17. Wendling (888) |
| (liczba mieszkańców 1 stycznia 2023) | |

## Zmiany administracyjne
- 1 stycznia 2018
  - przyłączenie gminy Bruck-Waasen do miasta Peuerbach